# Fundamentalgruppe
Die Fundamentalgruppe dient in der algebraischen Topologie zur Untersuchung geometrischer Objekte beziehungsweise topologischer Räume. Jedem topologischen Raum kann eine Fundamentalgruppe zugeordnet werden. Sie selbst ist jedoch ein Objekt aus der Algebra und kann auch mit deren Methoden untersucht werden. Haben zwei topologische Räume unterschiedliche Fundamentalgruppen, so schließt man daraus, dass die zwei Räume topologisch verschieden, das heißt nicht homöomorph, sind. Henri Poincaré führte 1895 als erster das Konzept der Fundamentalgruppe ein.

## Anschauliche Erklärung am Beispiel des Torus

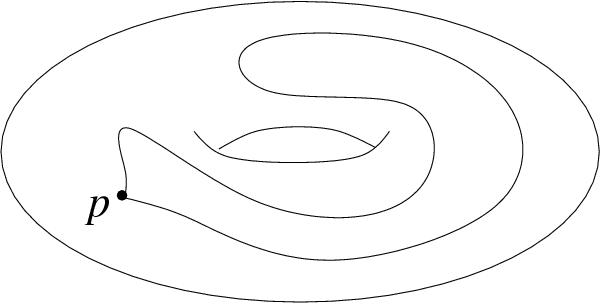
Eine zusammenziehbare Schleife auf dem Torus

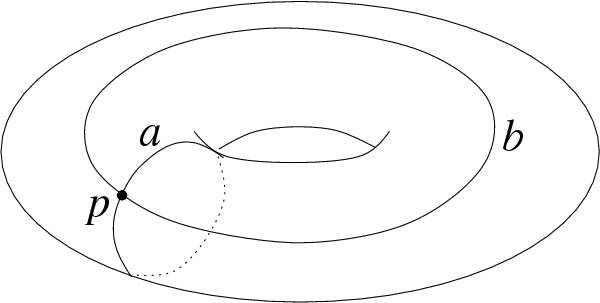
Zwei nicht zusammenziehbare Schleifen auf der Torusoberfläche

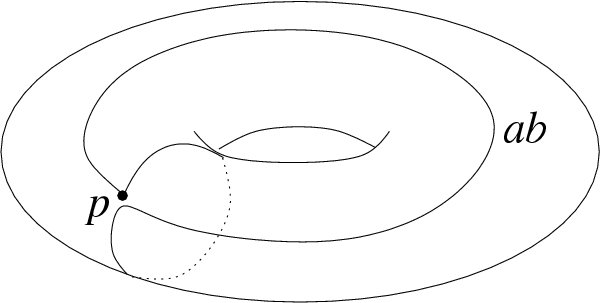
Verknüpfung zweier Schleifen auf dem Torus

Zunächst soll an einem Beispiel die Idee der Fundamentalgruppe erklärt werden: Als topologischer Raum wird der (zweidimensionale) Torus betrachtet und darauf ein Basispunkt markiert.
Von diesem Punkt aus gibt es Schleifen, das heißt geschlossene Kurven, die im Basispunkt starten, auf der Torusoberfläche verlaufen und wieder im Basispunkt enden. Manche der Schleifen lassen sich auf dem Torus zu einem Punkt zusammenziehen, andere nicht. Dazu stelle man sich vor, dass die Schleifen aus Gummi sind und beliebig gedehnt, gestaucht und verschoben werden dürfen, allerdings immer so, dass Anfang und Ende im Basispunkt festbleiben und die Schleifen immer auf dem Torus bleiben müssen (also nur auf der Oberfläche und nicht durch den „Teig“ des Donuts verlaufen). Eine solche Verformung nennt man Homotopie; man sagt auch, eine Schleife wird homotopiert. Zwei Schleifen, die sich durch eine Homotopie ineinander überführen lassen, nennt man homotop.
Alle Schleifen, die homotop zueinander sind, fasst man zu einer Homotopieklasse zusammen. Die verschiedenen Homotopieklassen bilden die Elemente der Fundamentalgruppe.
Die beiden Schleifen {\displaystyle a} und {\displaystyle b} in der Abbildung rechts gehören zum Beispiel zu verschiedenen Homotopieklassen: Sie lassen sich nicht ineinander verformen und beschreiben daher unterschiedliche Elemente der Fundamentalgruppe. Weitere Elemente bekommt man, indem man eine der beiden Schleifen mehrfach durchläuft, bevor man die Schleife schließt: Eine Schleife, die zweimal um das Loch herumläuft, lässt sich nicht in eine verformen, die dreimal darum herumführt usw.
Ganz allgemein lassen sich zwei Schleifen zu einer dritten kombinieren, indem man erst die eine, dann die andere durchläuft, also das Ende der ersten mit dem Anfang der zweiten verknüpft (da die Verknüpfungsstelle jetzt ein innerer Punkt der Schleife ist, muss sie nicht mehr unbedingt auf dem Basispunkt liegen bleiben, sondern darf von ihm auch weggeschoben werden). Mit dieser Verknüpfung wird aus der Menge der Homotopieklassen eine Gruppe, die sogenannte Fundamentalgruppe.
Das neutrale Element ist die Klasse der Schleifen, die sich auf den Basispunkt zusammenziehen lassen. Das inverse Element zu einer Klasse von Schleifen erhält man, indem man diese rückwärts durchläuft.

## Mathematische Definition
Sei {\displaystyle X} ein topologischer Raum und {\displaystyle p\in X} ein Basispunkt in {\displaystyle X}.
Eine Schleife ist eine stetige Abbildung {\displaystyle \gamma :[0,1]\to X}, die {\displaystyle p} mit sich selbst verbindet, d. h. {\displaystyle \gamma (0)=\gamma (1)=p}.
Eine Homotopie {\displaystyle H} zwischen zwei Schleifen {\displaystyle \gamma _{0}} und {\displaystyle \gamma _{1}} ist eine stetige Familie von Schleifen, die beide Schleifen verbindet, d. h.: {\displaystyle H:[0,1]\times [0,1]\to X} ist eine stetige Abbildung mit den Eigenschaften
- {\displaystyle H(0,t)=H(1,t)=p} {\displaystyle \forall t\in [0,1]}
- {\displaystyle H(s,0)=\gamma _{0}(s)} und {\displaystyle H(s,1)=\gamma _{1}(s)}

Der erste Parameter {\displaystyle s} von {\displaystyle H(s,t)} entspricht dem ursprünglichen Schleifenparameter. Der zweite Parameter {\displaystyle t} beschreibt den Fortschritt der Schleifenverformung ({\displaystyle t=0} entspricht {\displaystyle \gamma _{0}} und {\displaystyle t=1} entspricht {\displaystyle \gamma _{1}}).
Zwei Schleifen heißen homotop, wenn es eine Homotopie {\displaystyle H} zwischen ihnen gibt. Die Homotopie zwischen Schleifen definiert eine Äquivalenzrelation und die Äquivalenzklassen bezeichnet man als Homotopieklassen. Die Menge der Homotopieklassen bildet die Fundamentalgruppe {\displaystyle \pi _{1}(X,p)} von {\displaystyle X} mit dem Basispunkt {\displaystyle p}.
Die Gruppenstruktur erhält man durch die oben angegebene Verknüpfung, also durch Aneinanderhängen (Konkatenation) von Schleifen:
{\displaystyle [\gamma _{0}]+[\gamma _{1}]:=[\gamma _{0}\oplus \gamma _{1}]}
mit
{\displaystyle (\gamma _{0}\oplus \gamma _{1})(t)={\begin{cases}\gamma _{0}(2\cdot t),&{\text{für }}0\leq t\leq {\frac {1}{2}}\\\gamma _{1}(2\cdot t-1),&{\text{für }}{\frac {1}{2}}\leq t\leq 1\\\end{cases}}}.
Da man aus Homotopien zwischen verschiedenen Repräsentanten auch eine Homotopie zwischen den verknüpften Schleifen konstruieren kann, ist die resultierende Homotopieklasse unabhängig von der Wahl der jeweiligen Repräsentanten.
Das neutrale Element der Fundamentalgruppe {\displaystyle \pi _{1}(X,p)} ist die Homotopieklasse {\displaystyle [\epsilon ]} der konstanten Schleife {\displaystyle \epsilon (t)=p} und das inverse Element der Homotopieklasse {\displaystyle [\gamma ]} ist die Homotopieklasse {\displaystyle [{\bar {\gamma }}]} der Schleife {\displaystyle {\bar {\gamma }}(t)=\gamma (1-t)}, die die Schleife {\displaystyle \gamma } rückwärts durchläuft. Geschlossene Kurven, welche zur Homotopieklasse der konstanten Abbildung gehören, also das neutrale Element der Fundamentalgruppe repräsentieren, werden auch als zusammenziehbare oder nullhomotope Kurven bezeichnet.

### Unabhängigkeit vom Basispunkt
Da alle Schleifen am Basispunkt {\displaystyle p} beginnen, misst die Fundamentalgruppe {\displaystyle \pi _{1}(X,p)} nur Eigenschaften der Wegzusammenhangskomponente von {\displaystyle p}. Daher ist es sinnvoll, anzunehmen, dass {\displaystyle X} wegzusammenhängend ist. Dann ist jedoch auch die Wahl des Basispunktes für die Fundamentalgruppe nicht wesentlich. Es gibt vielmehr einen Gruppenisomorphismus {\displaystyle \phi \colon \pi _{1}(X,p)\to \pi _{1}(X,q)}, wenn {\displaystyle p} und {\displaystyle q} durch eine Kurve
{\displaystyle c\colon [0,1]\to X\qquad {\text{mit }}c(0)=p{\text{ und }}c(1)=q}
verbunden sind. Dieser Gruppenisomorphismus ist definiert durch
{\displaystyle \phi ([\gamma ])=[({\bar {c}}\oplus \gamma )\oplus c]}.
Während sich die Schleifen {\displaystyle ({\bar {c}}\oplus \gamma )\oplus c} und {\displaystyle {\bar {c}}\oplus (\gamma \oplus c)} unterscheiden, sind sie dennoch homotop und der Gruppenisomorphismus kann über beide Schleifen definiert werden.
Ist {\displaystyle X} also wegzusammenhängend, spricht man allgemein von {\displaystyle \pi _{1}(X)} und lässt den Basispunkt weg. Ist dagegen {\displaystyle X} nicht wegzusammenhängend, so kann die Fundamentalgruppe durchaus vom gewählten Basispunkt {\displaystyle p\in X} abhängen. Nach obigem Argument ist die Fundamentalgruppe {\displaystyle \pi _{1}(X,p)} dann aber nur abhängig von der Wegzusammenhangskomponente von {\displaystyle p}.

## Beispiele
- Auf einer Sphäre ab Dimension 2 lässt sich jede Schleife auf einen Punkt zusammenziehen. Daher ist die Fundamentalgruppe der Sphäre trivial, {\displaystyle \pi _{1}(S^{n})=\{0\}} (für {\displaystyle n\geq 2}).
- Der oben beschriebene Torus besitzt die Fundamentalgruppe {\displaystyle \pi _{1}(T^{2})=\mathbb {Z} ^{2}}: Die beiden Schleifen {\displaystyle a} und {\displaystyle b} sind Erzeuger der Fundamentalgruppe. Sie ist in diesem Fall abelsch: Die Schleife {\displaystyle aba^{-1}b^{-1}} lässt sich auf einen Punkt zusammenziehen (schneidet man den Torus entlang von {\displaystyle a} und {\displaystyle b} auf, so erhält man ein Viereck, dessen Randkurve genau {\displaystyle aba^{-1}b^{-1}} ist und sich im Innern des Vierecks zusammenziehen lässt). Deshalb gilt {\displaystyle aba^{-1}b^{-1}=1}, also {\displaystyle ab=ba}.
- Für einen {\displaystyle n}-dimensionalen Torus gilt {\displaystyle \pi _{1}(T^{n})=\mathbb {Z} ^{n}}.
- Die zweidimensionale Ebene mit einem Loch {\displaystyle \mathbb {R} ^{2}\backslash \{0\}} hat die Fundamentalgruppe {\displaystyle \mathbb {Z} }, genauso wie die 1-Sphäre (ein einfacher Kreis). Die Homotopieklasse einer Schleife ist dadurch festgelegt, wie oft die Schleife um das Loch herumläuft (z. B. im Uhrzeigersinn).
- Die zweidimensionale Ebene mit zwei Löchern hat als Fundamentalgruppe eine freie Gruppe in zwei Erzeugern, nämlich den beiden Schleifen, die einmal um eines der Löcher herumlaufen. Diese Gruppe ist nicht abelsch.
- Fundamentalgruppen müssen nicht torsionsfrei sein: so sind die Fundamentalgruppen der reellen projektiven Ebene oder der Gruppe der Drehungen im Raum, {\displaystyle \mathrm {SO} (3,\mathbb {R} )}, isomorph zu {\displaystyle \mathbb {Z} /2\mathbb {Z} }, der zyklischen Gruppe der Ordnung 2.
- Man kann zeigen, dass es zu jeder Gruppe {\displaystyle G} einen so genannten klassifizierenden Raum {\displaystyle BG} gibt, dessen Fundamentalgruppe isomorph zu {\displaystyle G} ist.
- Die Fundamentalgruppe eines Knotenkomplements wird als Knotengruppe bezeichnet. Sie kann mit dem Wirtinger-Algorithmus berechnet werden.

## Eigenschaften und Anwendungen

### Überlagerungen
Die Fundamentalgruppe spielt eine entscheidende Rolle bei der Klassifikation von Überlagerungen. Für Räume, die eine universelle Überlagerung besitzen, ist die Fundamentalgruppe isomorph zur Decktransformationsgruppe der universellen Überlagerung. Dieser Isomorphismus ist eines der wichtigsten Hilfsmittel zur Berechnung der Fundamentalgruppe.

### Satz von Seifert-van-Kampen
Ein wichtiges Hilfsmittel zur Berechnung der Fundamentalgruppe ist auch der Satz von Seifert-van-Kampen, der es erlaubt, den Raum {\displaystyle X} in sich überlappende Bereiche zu zerlegen und die Fundamentalgruppe von {\displaystyle X} aus den (einfacheren) Fundamentalgruppen der Bereiche und der Überlappung auszurechnen.

### Folgerungen aus bestimmten Fundamentalgruppen
Die Kenntnis der Fundamentalgruppe erlaubt oft Rückschlüsse auf den topologischen Raum. Hat zum Beispiel eine Mannigfaltigkeit eine endliche Fundamentalgruppe, so kann sie keine Metrik tragen, die überall nichtpositive Krümmung hat.
Die einzige geschlossene Fläche mit trivialer Fundamentalgruppe ist die Sphäre. Die mittlerweile bewiesene Poincaré-Vermutung besagt, dass eine analoge Aussage auch für dreidimensionale Mannigfaltigkeiten gilt.

### Zusammenhang mit Homologie
Im allgemeinen Fall braucht die Fundamentalgruppe nicht (wie beim Torus) abelsch zu sein. Man kann sie aber abelsch „machen“, indem man die Kommutatorgruppe herausteilt. Die Gruppe, die man dann erhält, ist für wegzusammenhängende Räume isomorph zur ersten Homologiegruppe.

## Verallgemeinerungen
Die Fundamentalgruppe ist die erste Homotopiegruppe, daher kommt auch die Bezeichnung {\displaystyle \pi _{1}}. Da die Definition eindimensionale Schleifen benutzt, kann die Fundamentalgruppe nur die eindimensionale topologische Struktur erkennen. Ein Loch in einer zweidimensionalen Fläche lässt sich durch Schleifen feststellen, ein Loch im dreidimensionalen Raum (etwa {\displaystyle \mathbb {R} ^{3}\backslash \{0\}}) jedoch nicht: sie lassen sich daran vorbeiziehen.
Die Verallgemeinerung zur {\displaystyle n}-ten Homotopiegruppen {\displaystyle \pi _{n}} benutzt daher statt Schleifen Sphären der Dimension {\displaystyle n}.
Falls {\displaystyle \pi _{1}=\{0\}}, so besagt der Satz von Hurewicz (nach Witold Hurewicz), dass die erste nichttriviale Homotopiegruppe mit der ersten nichttrivialen Homologiegruppe übereinstimmt.
Mit {\displaystyle \pi _{0}} bezeichnet man keine Gruppe, sondern nur die Menge der Wegzusammenhangskomponenten von {\displaystyle X}. Da man eine Homotopie als Weg im Schleifenraum {\displaystyle \Omega (X,p)} verstehen kann, wird über
{\displaystyle \pi _{1}(X,p)=\pi _{0}(\Omega (X,p))}
der Zusammenhang zwischen {\displaystyle \pi _{0}} und {\displaystyle \pi _{1}} hergestellt.